# Guido Del Mestri
Guido Del Mestri, italijanski rimskokatoliški duhovnik, škof in kardinal, * 13. januar 1911, Banja Luka, † 2. avgust 1993.

## Življenjepis
11. aprila 1936 je prejel duhovniško posvečenje.
28. oktobra 1961 je bil imenovan za naslovnega nadškofa Tuscamie in za apostolskega delegata; 31. decembra istega leta je prejel škofovsko posvečenje.
Leta 1965 je postal apostolski delegat v Keniji, 9. septembra 1967 apostolski delegat v Mehiki, 20. junija 1970 apostolski pronuncij v Kanadi in 12. avgusta 1975 je postal apostolski nuncij v Nemčiji; s tega položaja je odstopil 3. avgusta 1984.
28. junija 1991 je bil povzdignjen v kardinala in imenovan za kardinal-diakona S. Eustachio.